# Кирил Божиков
Кирил Димитров Божиков е деец на Българската комунистическа партия.

## Биография
Кирил Божиков е роден в 1895 година в драмската българска паланка Просечен, тогава в Османската империя. Емигрира в България. В 1914 година става член на Българската работническа социалдемократическа партия (тесни социалисти). Участва в Първата световна война. След войната от 1924 до 1926 година е секретар на Софийската организация на БКП. В 1926 година емигрира в Париж, Франция, а в 1927 година е осъден задочно на смърт. След Франция се установява в СССР. По време на Големия терор в 1937 година е арестуван и лежи в лагер до 1939 година. След освобождението си е професор във Висшето техническо училище „Бауман“ в Москва.
Оставя спомени.

## Памет
На Кирил Божиков е наречена улица в квартал „Христо Смирненски“ в София (Карта).